# Rattus verecundus
Rattus verecundus — вид пацюків з острова Нова Гвінея.

## Середовище проживання
Цей вид досить широко розповсюджений уздовж центрального хребта Нової Гвінеї. Він тягнеться від півострова Фогелькоп у провінції Папуа, Індонезія, до провінції Мілн-Бей у Папуа Новій Гвінеї. Знайдено на висотах від 150 до 2700 м над рівнем моря.
Він був зафіксований у найрізноманітніших місцях проживання від первинних тропічних вологих лісів до сільських садів. Вид, здається, чутливий до впливу і не зустрічається в районах з рідким покривом. Самиці народжують від одного до трьох дитинчат.